# María Josefa Zapata
María Josefa Zapata y Cárdenas (Cádiz, 1822 – ?, c. 1878) fue una escritora y editora de publicaciones del siglo XIX española. Junto a Margarita Pérez de Celis, con la que compartió su vida, difundió el socialismo utópico de Charles Fourier, teniendo como horizonte mejorar las condiciones de vida de la clase obrera, especialmente de las mujeres. Fue fundadora de numerosas publicaciones, destacando El Pensil de Iberia que es considerada la primera revista abiertamente feminista de España.

## Trayectoria
Zapata provenía de una familia noble venida a menos por lo que trabajó desde muy joven en las "labores de primor". Publicó sus primeros poemas en El meteoro de Cádiz en 1846 y continuó hasta que fue suspendido, por lo que pasó a publicar en El Genio. Pasó un largo silencio hasta volver a publicar en La Moda. Sus padres murieron por la epidemia de cólera de 1854. A partir de 1856, comenzó a editar junto a Pérez de Celis en El Pensil Gaditano de ideología fouierista con periodicidad quincenal. Por problemas económicos y de censura, la revista desapareció y volvió a aparecer con el nombre de El Pensil de Iberia, Periódico de Literatura, Ciencias, Artes y Teatros que derivó a El Nuevo Pensil de Iberia. Periódico de Literatura, Ciencias, Artes y Teatros ambas con periodicidad decenal. Alcanzó 44 números.
En la última etapa, cambiaron su cabecera por el nombre de La Buena nueva, Revista Universal Contemporánea, suspendida de nuevo tras trece números publicados. La última de las publicaciones emprendidas por Zapata y Pérez de Celis duró desde el 15 de diciembre de 1865 hasta el 15 de abril de 1866, y fue La Buena Nueva. Periódico de Literatura, Ciencias, Artes e Industrias. El Pensil de Iberia está considerada como la primera revista que defiende clara y abiertamente las ideas feministas en España. En 1928, la periodista Celsia Regis, directora de La Voz de la Mujer, alababa de los artículos de dicha revista "la lógica contundente con que arremetía contra los sofismos del atavismo".
Entre los redactores, hubo autoras como Joaquina García Balmaseda, Rosa Buttler, Ana María Franco, Angela Arizu, Adela de la Pesia, Aurora Naldas o María García de Escalona, todas ellas preocupadas especialmente por la educación. A menudo, se la relaciona con Rosa Marina, autora de La Mujer y la sociedad (Breves consideraciones sobre la participación de la mujer en la sociedad), ya que esta publicación fue la recopilación de diversos artículos aparecidos en "los Pensiles" y de esta autora se desconoce todo.
Zapata y Pérez de Celis no pudieron vivir de sus escritos por lo que tuvieron que trabajar en diferentes oficios como maestras, bordadoras, cordoneras y cigarreras para subsistir, con lo que cada vez se acercaban más a las clases populares. Zapata tuvo problemas de visión y en 1863, la publicación La Violeta, cuya directora era Faustina Sáez de Melgar, dio a conocer sus penalidades económicas y abrió una suscripción popular para ayudarla. Compartieron domicilio con otras mujeres, viudas con hijas, también costureras. El último registro vecinal data de 1873, año de la Primera República, y ya no se tuvo más constancia de ella. Pérez de Celis murió en 1882 por una congestión cerebral.

## Obra
Sus escritos suman un total de 39, en prosa y verso, más dos traducciones, predominando el verso. El sentimiento amoroso fue principal motivo de inspiración para ambas, recordando el concepto foiuerista del mismo. También expresaron su concepción de la divinidad como hacedor del universo. Enlazaron además el mensaje de salvación religiosa y de emancipación social, no recomendando la resignación cristiana. Anunciar el advenimiento de una nueva era para la humanidad.
Los textos, que versan sobre la clase obrera o la emancipación de la mujer, están dirigidos desde la óptica del socialismo utópico de Charles Fourier. No solo colaboraron autores nacionales sino que también se tradujeron textos extranjeros. Sus escritos tienen un compromiso social que, por un lado, denuncia las diferencias entre pobres y ricos y, por el otro, se centra sobre todo en las injusticias cometidas contra las mujeres: la falta de una educación similar a la de los hombres, la doble moral, el sometimiento en el matrimonio y el maltrato a las mujeres obreras. Quiere, por tanto, un nuevo modelo social más justo e igualitario. En el Pensil publicó una serie de leyendas morales en los que se exponía la desoladora posición de la mujer.